# Liverpool
Liverpool là thành phố và là khu tự quản vùng đô thị nằm ở bờ đông cửa sông Mersey, thuộc vùng Tây Bắc Anh, với dân số ước tính khoảng 494.800 người. Thành phố nằm trong vùng đại đô thị lớn thứ năm ở Anh Quốc nếu tính theo dân số, với khoảng 2,24 triệu người. Chính quyền địa phương là Hội đồng thành phố Liverpool.
Liverpool trở thành khu tự quản vào năm 1207, rồi được công nhận là thành phố vào năm 1880. Vào thế kỷ 19, Liverpool phát triển mạnh mẽ và vươn lên trở thành hải cảng lớn của nước Anh, song song với Cách mạng Công nghiệp. Liverpool là cảng khởi đầu của dòng người nhập cư từ Anh và Ireland đến Bắc Mỹ, và là cảng chính của một số con tàu viễn dương nổi tiếng như RMS Titanic, RMS Lusitania, RMS Queen Mary, and RMS Olympic.
Liverpool có số lượng viện bảo tàng quốc gia và nhà trưng bày nhiều thứ nhì nước Anh, chỉ đứng sau London. Thành phố có nhiều đặc trưng riêng về nghệ thuật, đặc biệt là âm nhạc. Sự nổi danh của ban nhạc The Beatles (ban nhạc tạo nhiều ảnh hưởng nhất trong lịch sử) và nhiều nhóm nhạc khác trong thời kỳ nhạc beat giúp Liverpool trở thành điểm đến ưa thích của khách du lịch. Các nhạc sĩ của thành phố đã đóng góp 56 đĩa đơn hạng nhất, nhiều hơn bất kỳ thành phố nào khác trên thế giới. Liverpool đồng thời là quê hương của nhiều diễn viên, nghệ sĩ, danh hài, nhà báo, nhà văn, nhà thơ và nhà hoạt động thể thao trứ danh. Thành phố cũng có hai câu lạc bộ bóng đá nổi tiếng thế giới là Liverpool và Everton.
Trung tâm lịch sử của thành phố được UNESCO vinh danh là di sản thế giới vào năm 2004, bởi giá trị của một thành phố hải cảng lâu đời, với những tòa nhà thương mại, tòa nhà hành chính, hệ thống kênh rạch, hải cảng, các khu phố lịch sử và các tượng đài văn hóa. Thành phố kỷ niệm sinh nhật lần thứ 800 của mình vào năm 2007, và được trao tặng danh hiệu Thủ đô văn hóa Châu Âu năm 2008. Vì là thành phố cửa ngõ, nơi đây có sự tập trung đa dạng về dân cư, văn hóa và tôn giáo, đặc biệt từ Ireland và xứ Wales. Thành phố cũng có cộng đồng người da màu lâu đời nhất nước Anh.
Người dân thành phố Liverpool được gọi là "Liverpudlians", hoặc "Scousers", liên quan đến "scouse", vốn là tên một món thịt hầm. Từ "Scouse" cũng đã trở thành từ đồng nghĩa với phương ngữ và giọng nói Liverpool.

### Thế kỷ 20

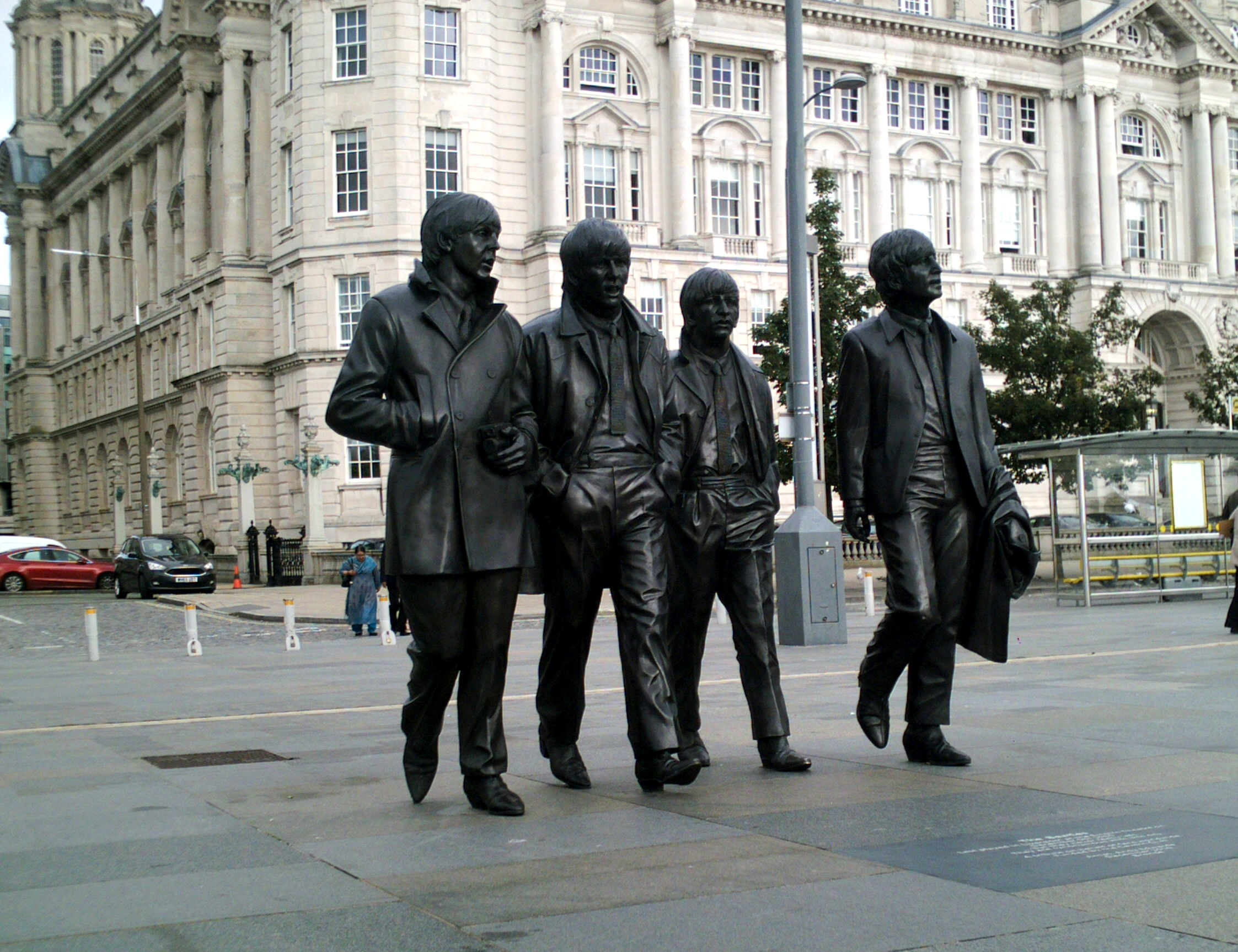
Tượng đồng ban nhạc The Beatles tại Pier Head, Liverpool

## Địa lý

Vùng đô thị Liverpool

## Nhân khẩu

Biến động dân số trong giai đoạn 1801–2011